# Zec des Passes
Pour les articles homonymes, voir Passe.
La zec des Passes est une zone d'exploitation contrôlée (zec) située dans le territoire non organisé Passes-Dangereuses, dans la municipalité régionale de comté (MRC) de Maria-Chapdelaine, dans la région administrative du Saguenay–Lac-Saint-Jean, au Québec, au Canada.
La zec est administrée par la "Société d’aménagement, de Conservation et d’Exploitation Rationnelle de la faune (SACERF) des Passes" qui est un organisme à but non lucratif.

## Géographie
La zec des Passes fait partie du Bouclier canadien. Elle est située à l'Ouest de la rivière Péribonka, au nord du Lac Saint-Jean. Le territoire de la zec se caractérise par un relief formé de coteaux et de collines entaillées de coulées et d’étroites vallées, aux flancs parfois très abruptes, particulièrement au centre du territoire. Les sommets de montagnes ne dépassent généralement pas 450 mètres.
Principaux lacs
La zec comporte plus de 600 plans d’eau dont 80 ont plus de 20 ha. Les principaux plans d'eau sont: lac Alex, aux Bleuets Secs, Bernabé, Bleu, Both Ways, Boudreault, 
Cape, de l’Aiguillon, des Aigles, des Airelles, du Bout, du Bout, du Chardonneret, Clary, Claveau, Côté, Cousineau, Craig, Croche, de la Charrue, du Cinq, D'Ailleboust, Daniel, Déry, Dicaire, à Dîner, de l’Échevin, Effilé, Élie,  de l’Éternité, Étienniche, Falardeau,  du Foin, François, Georges, du Gourin, Grand lac des Épinettes Noires, aux Grandes Pointes, des Hauteurs, Henry, des îles, à l’Île Blanche, Jaune, Kidney, Laberge, Lacasse, Lachance, Laliberté, du Lancer, Lemoine, Lepage, Lessard, Long, de la Martre, des Myriques, Noir, Orignal, de la Ouananiche, Ouitouche, à l’Outarde, Patrick, Petit lac Alex, Petit lac Brochet, Petit lac Clary, des pins Gris, du Portage, de la Poule Folle, Premier lac Ulysse, Richard, de la Rivière du Nord, Shadow, Versicolori et Yza.
Principaux cours d'eau
- Petite rivière Péribonka
- Rivière Alex
- Rivière Épiphane (partie supérieure)
- Rivière des Aigles
  - Rivière Manigouche
  - Rivière à Patrick
    - Rivière Patrick Ouest
- Rivière des Épinettes Noires
- Rivière du Nord (rivière Alex)
- Rivière du Portage
- Rivière Brûlée

Postes d'accueil
Trajets pour atteindre les deux postes d'accueil de la zec :
- poste de Saint-Ludger-de-Milot (au sud-ouest) : trajet à partir de l'intersection de la route 169 N et du Rang St-Michel (municipalité de Sainte-Monique (Lac-Saint-Jean-Est)): 1. Aller en direction nord sur Rang Saint Michel vers 4e Rang sur 4,8 km ; 2. Tourner légèrement à gauche sur 6e Rang sur 1,7 km ; 3. Prendre la première route à droite et continuer sur Route de Milot sur 9,4 km ; 4. Continuer sur Rue Gaudreault sur 3,8 km ; 5. Tourner à droite sur Avenue Lévesque. Le poste d'accueil se trouve à droite à 3,2 km, au 69 Avenue Lévesque, Saint-Ludger-de-Milot, QC G0W 2B0[2].
- poste près du lac Long (à l'ouest).

## Attraits
À l'été 2013, la Zec des Passes a aménagé un sentier pédestre balisé et linéaire de plus de 3 km longeant la rivière Alex. Des aires de repos ont été installées aux abords de la rivière pour les randonneurs. Le sentier donne aussi accès à plusieurs sites de pêches. Le premier kilomètre du sentier comporte cinq panneaux d’interprétation mettant en valeur la biodiversité du territoire.
Facile d'accès, ce sentier débute au pont de la rivière Alex au km 22 du chemin des Passes ; il se termine au lac à Diner. Ce sentier dans la nature sauvage permet d'observer la flore et la faune. Chemin faisant, les randonneurs peuvent observer le corridor laissé par la micro-rafale de 2011. 
Des terrains de camping sauvage sont aménagés à divers endroits sur la zec. 
La zec offre des services de location d'embarcation de lac et de canots. La zec a aménagé des rampes de mise-à-l'eau à la Rivière Brûlé et sur les lacs suivants : Lac Étienniche, Lac Bernabé, Lac Grand Martel, Lac à Dîner, Lac Patrick Est, Lac Damase, Lac Grand Alex, Lac Grand Clary, Lac du Bout, Lac des Hauteurs, Lac des Bleuets Secs, Lac Laliberté, Lac des Aigles, Lac Yvonne et Lac D'Ailleboust.
Les principaux lieux d'intérêt suggérés par la zec sont : rivière des Bouleaux, Petite Chutes Blanches, lac Grand Alex, Carrière de Granit (km 73), lac Damase, lac Long, lac Alex, lac des Allemands (où un camp d'internement des Allemands a été ouvert en 1944 durant la Seconde Guerre Mondiale), lac des Hauteurs, le lac des Grandes Pointes (où une digue a été construite en 1930) et lac Étienniche.

## Chasse et pêche
Pour la pêche sportive, les cinq espèces de poissons à capturer dans les plans d'eau sont : omble de fontaine, doré jaune, touladi, grand brochet et omble chevalier.
Pour la chasse, les principales espèces de gibiers sur la zec sont : orignal (élan d'Amérique), ours noir, gélinotte huppé, lièvre d'Amérique et tétras des savanes.

## Toponymie
Dans la MRC Maria-Chapdelaine, plusieurs toponymes souvent interreliés comportant le terme "passe", pour faire référence à d'étroits passages entre des plans d'eau. Ces toponymes concernent des lacs, des digues, des barrages, des chemins, des ruisseaux, des îles, une zec (zone d'exploitation contrôlée) et des chutes. Certains toponymes utilisent le qualificatif « dangereux » tels « Passes dangereuses ». Dans cette région de nord du Lac Saint-Jean, plusieurs plans d'eau de formes complexes comportent de nombreuses passes.
Le toponyme « zec des Passes » a été officialisé le 5 août 1982 à la Banque des noms de lieux de la Commission de toponymie du Québec.